# Teluk Pulau Hilir
Teluk Pulau Hilir is een bestuurslaag in het regentschap Rokan Hilir van de provincie Riau, Indonesië. Teluk Pulau Hilir telt 1917 inwoners (volkstelling 2010).